# Gerard Mortier
Gerard Alfons August baron Mortier (Gent, 25 november 1943 – Brussel, 8 maart 2014) was een Belgisch opera-intendant (artistiek leider).

## Vorming en opleiding
Mortier was de zoon van een bakker uit het Gentse Muidekwartier. Hij doorliep de middelbare school aan het Sint-Barbaracollege in Gent, waarna hij het diploma van doctor in de rechten (1966) en een licentiaat in de Communicatiewetenschappen (1967) behaalde aan de Rijksuniversiteit Gent. Op 25 augustus 1970 publiceerde hij zijn aanklacht tegen het Gentse operabeleid "De koninklijke Opera van Gent: Een Vlaams Kultuurschandaal!" in het blad Jeugd-Opera. Daarin pakte hij de directeur van de opera en het stadsbestuur zwaar aan. Hij bepleitte de oprichting van een "Opera van Vlaanderen".
In de zomer van 2013 werd bij Mortier een agressieve vorm van kanker vastgesteld, waaraan hij acht maanden later overleed. Zijn overlijden werd aangekondigd door zijn zus Rita Mortier en door zijn vriend, de dirigent Sylvain Cambreling. Hij werd in alle intimiteit gecremeerd.

## Beroepsloopbaan 1968 - 2009
Zijn eerste ervaring deed hij op als assistent van de directeur van het Festival van Vlaanderen, Jan Briers. In de jaren 70 was hij artistiek directeur van verschillende opera's: in Düsseldorf (1972-73), Hamburg (1973-77), Frankfurt (1977-79) en Parijs (1979-81).
Hij kreeg grote faam als opera-intendant van de Munt te Brussel van 1981 tot 1991, waar hij een vernieuwend, meer als workshop opgezet programma opbouwde. Zijn vlotte meertaligheid (Nederlands, Frans, Engels, Duits) en zijn jarenlange ervaring met bekende Duitse opera-artiesten hielpen hem daarbij flink.
In 1992 werd hij manager en artistiek directeur van de Salzburger Festspiele, waar hij met een radicale hervorming van het programma geregeld voor controverses zorgde. Bij zijn afscheid lieten zijn tegenstanders daarin dan ook in een plaatselijke krant een paginagrote doodsbrief van Mortier afdrukken.
Van 2002 tot 2004 was Mortier de eerste intendant van de RuhrTriennale, een nieuw muziekproject dat het Ruhrgebied een cultureel elan moest geven. Mortier kreeg de reputatie een succesvolle en gedurfde vernieuwer te zijn, onder andere door het aantrekken van een jonger operapubliek.
In juli 2004 volgde Mortier Hugues Gall op als directeur van de Opéra national de Paris. Hij bleef de Parijse opera leiden tot in 2009.

## Beroepsloopbaan 2009 - 2014
Vanaf september 2009 tot 2015 zou Mortier als artistiek en algemeen directeur de New York City Opera leiden. The New York Times verwelkomde hem als een sleutelfiguur, "een van de vooraanstaande provocateurs van de opera". Mortier had grootse plannen met de opera, zoals verbouwen of misschien verhuizen, het orkest uitbreiden en het repertoire vernieuwen. Ook wilde Mortier opera weer genietbaar maken voor een jong publiek en het genre uit zijn museale context halen. Op 7 november 2008 diende hij evenwel reeds zijn ontslag in toen duidelijk werd dat de vooraf toegezegde budgetten in 2009 niet beschikbaar zouden zijn.
Sinds september 2010 leidde Mortier het Teatro Real in Madrid, met een contract tot 2016, maar hij werd daar in september 2013 ontslagen als artistiek directeur, waarna hij voor een jaar als adviseur werd aangesteld.

## Onderscheidingen
Tijdens zijn loopbaan kreeg Mortier tal van eerbewijzen, onder andere 
- een eredoctoraat van de universiteiten van Antwerpen en Salzburg,
- in februari 2005 de Prijs van de Vlaamse Gemeenschap voor Algemene Culturele Verdienste 2004 voor zijn hele oeuvre,
- lid van de Akademie der Künste in Berlijn, die na zijn dood in het bezit kwam van zijn persoonlijk archief.
- In het KB van 9 juli 2008 werd hij genoemd op de lijst van de in de adel te verheffen personen, en werd in de Belgische adel met de persoonlijke titel baron opgenomen door het KB van 11 januari 2011.[4] Hij nam als wapenspreuk: In audacia virtus.
- In 2014 werd hem wegens zijn verdiensten postuum de Goethe-Medaille toegekend.

## Voetnoten
1. ↑  Gerard Mortier, 70, Intendant Who Courted Innovation and Controversy in the Opera House, Has Died.. Gearchiveerd op 11 augustus 2022. Geraadpleegd op 15 juli 2023.
2. ↑  knack.be - Het laatste interview met Gerard Mortier: 'Ik heb me met de eindigheid verzoend', archiefpagina, 9 oktober 2013, bijgewerkt op 9 maart 2014
3. ↑  Jozef Robijns, Miep Zijlstra: Algemene muziek encyclopedie, Haarlem: De Haan, 1979-1984, ISBN 978-90-228-4930-9 beschreef zijn leven tot en met het begin van zijn Brusselse periode.
4. ↑  Humbert DE MARNIX DE SAINTE ALDEGONDE, État présent de la noblesse belge, annuaire de 2015, Faveurs nobiliaires accordées par Sa Majesté le Roi Albert II, Brussel, 2015.

- Bibsys: 3069492
- Biblioteca Nacional de España: XX4962999
- Bibliothèque nationale de France: cb14432599s (data)
- Gemeinsame Normdatei: 119148749
- International Standard Name Identifier: 0000 0001 1904 9574
- Library of Congress Control Number: n88627607
- MusicBrainz: a7fbc78e-364e-4aa5-90e1-0cb083d1664b
- Nationale Bibliotheek van Tsjechië: js20011212137
- Nationale Bibliotheek van Israël: 987007411931605171
- Nederlandse Thesaurus van Auteursnamen: 072835559
- Système universitaire de documentation: 061334790
- Virtual International Authority File: 84208300
- WorldCat: E39PBJqK8khxCwJWwvqVqD6dwC